# Piptochaetium jubatum
Piptochaetium jubatum là một loài thực vật có hoa trong họ Hòa thảo. Loài này được Henrard miêu tả khoa học đầu tiên năm 1940.